# رون فريمان
رون فريمان (بالإنجليزية: Ron Freeman)‏ هو منافس ألعاب قوى أمريكي، ولد في 12 يونيو 1947 في إليزابيث في الولايات المتحدة.

## وصلات خارجية
- رون فريمان على موقع الاتحاد الدولي لألعاب القوى (الإنجليزية)
- رون فريمان على موقع اللجنة الأولمبية الدولية (الإنجليزية)
- رون فريمان على موقع أوليمبيديا (الإنجليزية)